# Herbalife
Die Herbalife International Inc. mit rechtlichem Sitz auf den Cayman Islands und operativem Sitz in Los Angeles ist ein Unternehmen, das Diätprodukte, Nahrungsergänzung sowie Kosmetika und Infomaterialien mittels dem einem Schneeballsystem ähnelnden Netzwerk-Marketing (auch Multi-Level-Marketing oder MLM) anbietet.
Herbalife wurde im Februar 1980 von Mark Hughes gegründet und begann mit dem Vertrieb von Nahrungsergänzungsmitteln in den USA. 1982 erwirtschaftete das Unternehmen einen Umsatz von zwei Millionen Dollar und expandierte nach Kanada.
1986 ging Herbalife an die Börse. Der Gründer Mark Hughes starb im Jahre 2000 im Alter von 44 Jahren.
Herbalife wird seit dem 15. Dezember 2004 an der New York Stock Exchange unter dem Kürzel HLF geführt. Der Jahresumsatz von Herbalife betrug im Jahr 2010 2,7 Mrd. US-Dollar. 2011 stieg der Umsatz auf 3,455 Milliarden Euro, 2012 auf 4,072 Milliarden Euro und 2013 auf 4,825 Milliarden Euro.

## Geschäftstätigkeiten
Herbalife verkauft über ein Netzwerk unabhängiger Vertreiber Produkte in den Bereichen Gewichtsverlust, Ernährung und Körperpflege. Herbalife ist ein Multi-Level-Marketingunternehmen; die Kunden melden sich gegen eine geringe Registrierungsgebühr als Mitglieder an, um die Produkte zum Großhandelspreis erwerben zu können. Bringen diese Mitglieder andere in das Netzwerk hinein, können sie Kommissionen auf die Käufe dieser neuen Kunden erhalten.
Herbalife teilt seine Produkte in fünf Gruppen ein: Gewichtsmanagement; Nahrungsergänzung; Energie, Sport und Fitness; Kosmetik und Körperpflege; sowie Literatur, Werbung und Sonstiges.
Im Dezember 2014 bewarb und verkaufte Herbalife mehr als 150 Produkte in 91 Ländern.

## Produkte
Herbalife verkauft Produkte zur Gewichtskontrolle, Nahrungsergänzungsmittel inklusive Sporternährung – Fußballstar Cristiano Ronaldo dient hier als Markenbotschafter – und Körperpflege. Als Anbieter in den Bereichen „Gesundheit, Gesundheitsvorsorge, vollständige Ernährung mit allen Mikronährstoffen, Bekämpfung von Übergewicht, Muskelaufbau und Antiaging“ positioniert sich das Unternehmen auf dem Markt der Wellness-Produkte. Die Produkte werden als „innere Ernährung“ (nährstoffreicher Mahlzeitenersatz, Nahrungsergänzungsmittel) und „äußere Ernährung“ (Kosmetika) vermarktet.
Herbalife-Produkte werden mit dem Siegel des Mark Hughes Cellular & Molecular Nutrition Laboratory am Zentrum für menschliche Ernährung an der University of California, Los Angeles versehen. Diese Universitätsabteilung wird von Herbalife gesponsert und soll sich u. a. mit der Bestätigung eines positiven Wertes von industriellen Nachfolgeprodukten von Sojaproteinen, dazu zählt Herbalife, für die menschliche Ernährung befassen.

## Vertrieb
Das Vertriebssystem von Herbalife besteht aus weltweit über 2,2 Mio. selbstständigen Beratern (mit 3,455 Milliarden Euro Jahresumsatz, also ca. 1570 € Umsatz/Jahr/Berater, Stand 2011), die in einem Multi-Level-Marketing-System organisiert sind. Allerdings ist nur ein kleiner Teil davon wirklich als Wiederverkäufer tätig und erreicht den Mindestumsatz, um überhaupt auf der untersten Stufe des Marketingplans (Supervisor) aufgenommen zu werden, während der Großteil die Produkte lediglich für den Eigenbedarf kauft. Per Ende Juni 2007 waren 368.062 Personen auf Stufe Supervisor oder höher. Das Unternehmen ist in über 90 Ländern präsent. Größte Absatzmärkte sind die USA und Mexiko mit je knapp 20 Prozent Anteil am Gesamtumsatz.
Wie bei anderen Strukturvertrieben basiert das Vertriebssystem von Herbalife darauf, dass die Kunden selbst wiederum Verkäufer für die Produkte werden. Für den Umsatz des Wiederverkäufers erhält nicht nur er selbst eine Provision, sondern auch derjenige, der ihn zuvor angeworben hat. Damit eine solche Struktur funktioniert, muss die Produktmarge hoch sein. Die Verkäufer sind selbstständig und in ihrem Arbeits- und Zeiteinsatz nur sich selbst verantwortlich.
Da die Produkte von Herbalife Verbrauchsprodukte sind, sind als Zielgruppe vor allem Daueranwender gesucht. Ziel des Geschäftes ist die langfristige Nutzung durch die Kunden, was nach Firmenangabe auch darin begründet ist, dass ein Ergebnis oder Resultat der Nutzung in der Regel erst nach einer längeren Anwendung eintreten kann. Die erste Aufgabe eines Herbalife-Partners ist dementsprechend der Aufbau eines persönlichen Kundenstammes. Der Wiederverkäufer gewinnt neue Interessenten für die Produkte; durch Einzel- oder Gruppenpräsentationen sollen die Interessenten zu Käufern werden. In der Praxis gibt es sehr unterschiedlich große Kundenstämme. Nach Angaben von Herbalife ist eine Zahl von 20 bis 50 Belieferungen pro Monat bei einem entsprechenden Zeitaufwand und Kreis von Dauerbeziehern realistisch.
Käufer der Herbalife-Produkte erhalten eine Geld-zurück-Garantie auf die gekauften Produkte. Der Vertriebspartner selbst ist Kommissionär und kann, auf der Basis der im deutschsprachigen Raum geltenden Gesetze für den Kommissionsverkauf, die nicht abgesetzten Produkte wieder an Herbalife zurückgeben. Ein finanzielles Risiko durch fehlenden Absatz entsteht dann, wenn der Vertriebspartner sich nicht an die vom Hersteller vorgegebene Rückgabemodalität hält.
Im Vergütungssystem von Herbalife gibt es verschiedene so genannte Berechtigungsstufen. Auf Basis der Einordnung in diesem System wird der Rabatt beim Produkteinkauf des Wiederverkäufers festgelegt. Um den „Supervisor Status“ zu erlangen, muss der Wiederverkäufer innerhalb von 12 Monaten 4.000 „Volumenpunkte“ erreichen. Diese „Volumenpunkte“ sind eine interne Verrechnungseinheit für Umsätze von Herbalife-Händlern und korrespondieren ungefähr mit den jeweiligen Landeswährungen. Ein „Berater“ mit so genanntem „Supervisor Status“, der also bereits Waren im Wert von 4.000 „Volumenpunkten“ gekauft hat, erhält in der Folge einen 50-prozentigen Nachlass.
Die Anzahl von Wiederverkäufern ist weder regional noch im jeweiligen Land durch Vorgaben von Herbalife eingeschränkt. Auch das Internet wird als Verkaufsplattform genutzt, wobei sich oft mehrere Händler zusammenschließen.
Die amerikanische FTC strengte 2014 eine Klage wegen des Verdachts auf ein Schneeballsystem im Vertrieb von Herbalife-Produkten an. 2016 einigten sich Herbalife und die FTC in einem Vergleich. Danach verpflichtet sich Herbalife, 200 Millionen Dollar an Käufer und Teilnehmer seines Vertriebssystems zurückzuzahlen, die mit falschen Versprechungen auf schnellen Verdienst angeworben wurden. Die Hälfte der Produktverkäufer erzielte aber nach den FTC-Ermittlungen lediglich durchschnittliche Erlöse von unter 5 $ im Monat. Die wenigen Vertriebsmitarbeiter, die höhere Einkommen erzielten, taten dies nicht durch den Verkauf der Produkte, sondern durch das Anwerben neuer Mitarbeiter. Herbalife verpflichtete sich auch zur Umstellung seines Vertriebssystems. In Zukunft muss das Unternehmen zwischen reinen Endkunden und Verkäufern differenzieren, Endkunden dürfen die Produkte nicht mehr weiterverkaufen. Zwei Drittel der Auszahlungen Herbalifes an die Verkäufer müssen belegbar auf dem Verkauf von Produkten beruhen. Gleichzeitig einigte sich Herbalife mit der Staatsanwaltschaft von Illinois, die separat gegen die Firma ermittelte, auf eine Zahlung von 3 Millionen $. Herbalife wertete die Einigung als einen Erfolg. Die Sprecherin der FTC bestritt dies und wies darauf hin, dass der Firma zwar kein Schneeballsystem nachgewiesen werden konnte, die Untersuchung habe aber ergeben, dass ihre Geschäftspraktiken sehr problematisch seien.

### Nutrition Advisory Board (Beratungsgremium für Ernährungsfragen)
Herbalife gibt an, dass das Nutrition Advisory Board (NAB) aus führenden Experten in den Bereichen Ernährung und Gesundheit zusammengesetzt ist, welche Vertriebshändler ausbilden und ihnen Informationen auf den Grundlagen von Ernährung, körperlicher Aktivität und einem gesunden Lebensstil vermitteln. Vorsitzender ist David Heber, Professor für Medizin und Gesundheitswesen an der University of California, Los Angeles. Sein Beitritt zum NAB vollzog sich ungefähr zur gleichen Zeit, als Herbalife 3 Millionen Dollar spendete, um Mark Hughes Cellular and Molecular Nutrition Laboratory im Zentrum für menschliche Ernährung (Center for Human Nutrition) an der Universität von Kalifornien (UCLA) zu etablieren.

## Kritik

### Überteuerte Produkte
In einem Test verschiedener Formula-Diät-Produkte der Zeitschrift Ökotest (2/2002) gehört Herbalife zu den teuersten Produkten. Daher haben einige Verbraucherzentralen Herbalife-Produkte bei ihren Tests für überteuert und, wie fast alle Formula-Diäten, für nicht empfehlenswert befunden.

### Rolle des Gründers Mark Hughes
Eine Geschäftsbiographie des Gründers Mark Hughes findet sich auf den meisten Herbalife-Websites. Aus seiner Biografie – er habe als 18-Jähriger miterlebt, wie seine Mutter an einer schädlichen Abmagerungskur gestorben sei – wird seine Motivation abgeleitet, allen Übergewichtigen durch die Entwicklung und den Vertrieb der Herbalife-Produkte helfen zu wollen. Mark Hughes starb am 21. Mai 2000 im Alter von 44 Jahren nach einem mehrtägigen Alkoholexzess bei bestehender Alkoholabhängigkeit.

### Illegale Geschäftspraktiken
Am 23. November 2011 wurde Herbalife Belgien vom Brüsseler Handelsgericht als illegales Pyramidensystem verurteilt. Kläger war der belgische Verbraucherschutzbund Test-Aankoop, der mehrere Verkaufspraktiken des Unternehmens beanstandete, u. a. dass sich Produktkunden gezwungen sehen, sich als Berater werben zu lassen, um die Produkte zu angemessenen Preisen erwerben zu können. Das Brüsseler Handelsgericht gab in seiner Urteilsbegründung bekannt, dass das Herbalifesystem im Widerspruch zum belgischen Gesetz steht. Unter der Androhung von Zwangsgeld erlegte das Handelsgericht Herbalife auf, die beanstandeten Geschäftspraktiken innerhalb von zwei Monaten anzupassen. Ein belgisches Berufungsgericht hob das Urteil 2013 auf. Die Richter befanden, dass es sich bei dem Geschäftsmodell nicht um ein Pyramidensystem handelt und dass nicht gegen europäisches Verbraucherschutzrecht verstoßen wurde.
Als das Unternehmen eine Zahlung über 200 Millionen US-Dollar an die amerikanische Verbraucherschutzbehörde Federal Trade Commission wegen sogenannter „Fehldarstellungen“ leistete, stellte diese im Juli 2016 ihre Untersuchungen gegenüber dem Unternehmen ein. Die Behörde geht davon aus, dass das Unternehmen sein Geschäftsmodell umstrukturiert und die Vertriebsmitarbeiter am Verkauf der Produkte verdienen und nicht länger daran, andere Vertriebsmitarbeiter anzuwerben.

### Gesundheitliche Folgen
Es gibt Hinweise, dass Produkte zur Gewichtsreduktion von Herbalife ein fulminantes Leberversagen verursachen können, das eine Lebertransplantation notwendig machen und tödlich verlaufen kann. Berichte zu über 20 Patienten mit Leberschäden bei Anwendung von Herbalife-Produkten sind dokumentiert, in einem Fall mit Todesfolge. Bei Verdacht auf Leberschaden oder Verschlimmerung einer vorbestehenden Lebererkrankung sollte die Anwendung daher sofort beendet werden. Vor dem Hintergrund der möglichen Gefährdung ist anzumerken, dass in der anerkannten medizinischen Datenbank PubMed keinerlei Studien zu einer positiven Wirkung der Präparate verzeichnet sind.

### Filmische Rezeption
Der US-amerikanische Dokumentarfilm Betting on Zero (2016) behandelt die Vorwürfe Bill Ackmans, das Unternehmen sei ein Schneeballsystem und werde demnächst scheitern.